# لوسي لي
لوسي لي (بالإنجليزية: Lucy Li)‏ هي لاعبة غولف أمريكية، ولدت في 1 أكتوبر 2002 في ستانفورد في الولايات المتحدة.